# Aso de Sobremonte
Aso de Sobremonte ist ein spanischer Ort in der Provinz Huesca der Autonomen Gemeinschaft Aragonien. Aso de Sobremonte gehört zur Gemeinde Biescas. Das Dorf in den Pyrenäen liegt auf 1264 Meter Höhe, es hatte 27 Einwohner im Jahr 2015. Im Jahr 1950 waren es 213 und 1978 noch 100 Einwohner.

## Sehenswürdigkeiten
- Pfarrkirche San Juan Bautista, erbaut im 18. Jahrhundert
- Ermita Virgen de la Fuente, erbaut im 17. Jahrhundert

## Persönlichkeiten
- Alejandro Oliván Borruel (* 28. Februar 1796 in Sobremonte; † 14. Oktober 1878 in Madrid) war ein liberaler Politiker, der Senator für Aragonien war und im Jahr 1847 vorübergehend Marineminister wurde.